# Finale della UEFA Champions League 1999-2000
La finale della 45ª edizione di UEFA Champions League è stata disputata il 24 maggio 2000 allo stade de France di Saint-Denis tra Real Madrid e Valencia. Per la prima volta nella storia del trofeo due squadre dello stesso paese si contendono la coppa. All'incontro hanno assistito 78 759 spettatori. La partita, arbitrata dall'italiano Stefano Braschi, ha visto la vittoria per 3-0 delle merengues.

## Le squadre
| Squadre     | Partecipazioni precedenti (il grassetto indica la vittoria)     |
| ----------- | --------------------------------------------------------------- |
| Real Madrid | 10 (1956, 1957, 1958, 1959, 1960, 1962, 1964, 1966, 1981, 1998) |
| Valencia    | Nessuna                                                         |

## Il cammino verso la finale
Il Real Madrid esordisce alla prima fase a gironi essendo sorteggiato nel gruppo E insieme ai portoghesi del Porto, ai greci dell'Olympiacos e ai norvegesi del Molde, superando il turno come primo classificato, totalizzando 13 punti e segnando ben 15 reti. Alla seconda fase a gironi viene sorteggiato nel gruppo C insieme ai tedeschi del Bayern Monaco, agli ucraini della Dinamo Kiev e ai norvegesi del Rosenborg, superando il turno come secondo classificato alle spalle dei bavaresi, totalizzando 10 punti e segnando 11 reti. Nei quarti di finale i Blancos affrontano i campioni in carica del Manchester Utd pareggiando l'andata 0-0 in Inghilterra e vincendo 3-2 al Santiago Bernabéu. In semifinale le merengues incontrano nuovamente i tedeschi del Bayern Monaco già affrontati alla seconda fase a gironi e finalisti uscenti l'anno precedente; all'andata in Spagna i madrileni si impongono per 2-0, al ritorno il Bayern vince per 2-1 ma ad andare in finale sarà il Real.
Il Valencia di Héctor Cúper inizia il cammino europeo al terzo turno preliminare contro gli israeliani del Hapoel Haifa passando il turno agilmente con un 2-0 sia all'andata che al ritorno. In seguito al sorteggio è inserito nel gruppo F insieme ai tedeschi del Bayern Monaco, agli scozzesi dei Rangers e agli olandesi del PSV superando il turno come primo classificato totalizzando 12 punti e segnando 8 reti. Alla seconda fase a gironi viene sorteggiato nel gruppo B insieme agli inglesi del Manchester Utd, agli italiani della Fiorentina e ai francesi del Bordeaux, superando il turno come secondo classificato alle spalle dei Red Devils, totalizzando 10 punti e segnando 9 reti.
Ai quarti di finale il Valencia affronta gli italiani della Lazio superando il turno con un risultato complessivo di 5-3. In semifinale ci sono i connazionali del Barcellona sconfitti per 4-1 all'andata al Mestalla, mentre al ritorno finirà 2-1 a favore dei blaugrana ma in finale andrà il Valencia per la prima volta nella sua storia.

## La partita
Nella finale dello Stade de France, gli undici di Cúper da subito risultano emozionati e contratti; infatti in tutto il primo tempo l'unica azione degna di nota è una triangolazione Angulo-López-Mendieta, con tiro parato senza troppi affanni da Casillas. Nel Valencia pesa l’assenza di Carboni (squalificato) e il Real passa in vantaggio sul finire di primo tempo grazie all’acrobatico cross di Salgado, rifinito in rete dal colpo di testa di Morientes. Nel secondo tempo gran destro di controbalzo dell’infaticabile McManaman per il 2-0 e Raúl chiude la partita con una straordinaria galoppata con gioco di gambe sinistro-destro che mette a sedere Cañizares prima di infilare la palla in rete.

## Tabellino
| Arbitro: | Stefano Braschi |

|                                      |           |  |
| Morientes 39’ McManaman 67’ Raúl 75’ | Marcatori |  |

| Real Madrid | Valencia |

| Real Madrid        |    |                    |     |     |
|                    |    |                    |     |     |
| P                  | 27 | Iker Casillas      |     |     |
| D                  | 2  | Míchel Salgado     | 36’ | 84’ |
| D                  | 15 | Iván Helguera      |     |     |
| D                  | 18 | Aitor Karanka      |     |     |
| D                  | 12 | Iván Campo         |     |     |
| D                  | 3  | Roberto Carlos     | 58’ |     |
| C                  | 8  | Steve McManaman    |     |     |
| C                  | 6  | Fernando Redondo   |     |     |
| C                  | 7  | Raúl               |     |     |
| A                  | 9  | Fernando Morientes |     | 71’ |
| A                  | 19 | Nicolas Anelka     |     | 79’ |
| Sostituzioni:      |    |                    |     |     |
| D                  | 4  | Fernando Hierro    |     | 84’ |
| D                  | 5  | Manuel Sanchís     |     | 79’ |
| C                  | 11 | Sávio              |     | 71’ |
| Allenatore:        |    |                    |     |     |
| Vicente del Bosque |    |                    |     |     |

| Valencia      |    |                     |     |     |
|               |    |                     |     |     |
| P             | 1  | Santiago Cañizares  | 62’ |     |
| D             | 20 | Jocelyn Angloma     |     |     |
| D             | 5  | Miroslav Đukić      |     |     |
| D             | 2  | Mauricio Pellegrino | 92’ |     |
| D             | 31 | Gerardo             | 37’ | 68’ |
| C             | 8  | Javier Farinós      | 82’ |     |
| C             | 6  | Gaizka Mendieta     |     |     |
| C             | 18 | Kily González       |     |     |
| C             | 14 | Gerard              |     |     |
| A             | 10 | Miguel Ángel Angulo |     |     |
| A             | 7  | Claudio López       |     |     |
| Sostituzioni: |    |                     |     |     |
| A             | 11 | Adrian Ilie         |     | 68’ |
| Allenatore:   |    |                     |     |     |
| Héctor Cúper  |    |                     |     |     |